# Mocis undifera
Mocis undifera  là một loài bướm đêm thuộc họ Erebidae. Nó được tìm thấy ở Nam Mỹ, bao gồm Ecuador.